# HD 55575
HD 55575，又名BD+47 1419，SAO 41644、HR 2721，是一颗恒星，视星等为5.58，位于銀經170.34，銀緯23.52，其B1900.0坐标为赤經7h 8m 24.6s，赤緯+47° 23.52′ 3″。